# Taux d'endettement
Il existe plusieurs définitions du taux d'endettement. 

## Banque
La banque veut mesurer la capacité d'un ménage à rembourser un prêt. Le taux d'endettement est alors le rapport entre les charges financières mensuelles et le revenu disponible. Généralement, une banque ne prête pas quand le taux excède 33 %.

## Comptabilité nationale
Pour les ménages, le taux d'endettement est le montant total des emprunts encours sur le revenu disponible brut. En 2010, il est de 77 % en France et 130 % aux États-Unis.
Pour les sociétés non financières, le taux d'endettement est le montant total des emprunts encours sur la valeur ajoutée.
Pour les administrations publiques, le taux d'endettement est le montant total des emprunts encours sur le PIB.